# Alma mater
Alma mater (den kærlige, gode moder) er en allegorisk betegnelse for universiteter. Alma (egentlig "nærende" afledet af alo, "nærer") er et adjektiv, der hos romerne ofte blev brugt for gudinder der beskyttede menneskerne. I antikkens Rom var alma mater titel på modergudinden, og i den kristne middelalderkirke på Jomfru Maria.
Indenfor den akademiske verden bruges udtrykket til at betegne universitetet, og da særlig det universitet som har fostret en alumnus. I den forbindelse har udtrykket sit ophav i navnet på Universitetet i Bologna – Alma Mater Studiorum Università di Bologna, Europas ældste universitet som blev etableret i 1088. 
I USA er det almindeligt, at også high school og endda grundskole omtales som 'alma mater'. Også skolesangene som amerikanske uddannelsesinstitutioner ofte har, kaldes for 'alma mater'.
Også betegnelsen immatrikulering, spiller på den samme funktion mater idet det tænkes at universitet forsyner studenten med kundskab og tager hånd om dennes uddannelse.